# Kontekstueel
Kontekstueel is een Nederlands tijdschrift met als doelgroep leden van de Protestantse Kerk in Nederland en andere lidmaten van kerken uit de gereformeerde traditie. Ondertitel van het tijdschrift luidt Tijdschrift voor gereformeerd belijden nú.
Het tijdschrift is opgericht in juni 1986 als tijdschrift voor leden van de toenmalige Nederlandse Hervormde Kerk. Anno 2015 staat het onder redactie van T.W.D. Prins-van den Bosch. Uitgever is de stichting Kontekstueel.
Het uitgangspunt van het tijdschrift is als volgt geformuleerd: Kontekstueel verstaat de gereformeerde belijdenis niet als een statisch gegeven. Daarom kan niet volstaan worden met het herhalen van oude antwoorden. De Reformatie heeft ons geleerd dat we in elke tijd de Schrift opnieuw mogen lezen en onder de leiding van de Heilige Geest eigen accenten mogen leggen.